# Bầu cử tổng thống Cộng hòa Síp 2023
Bầu cử tổng thống Cộng hòa Síp 2023 (tiếng Hy Lạp: κυπριακές προεδρικές εκλογές του 2023) được tổ chức tại Cộng hòa Síp vào ngày 5 tháng 2 năm 2023. Vì không có ứng cử viên nào nhận được đa số phiếu bầu (tối thiểu là 50% phiếu bầu), nên vòng 2 sẽ được tổ chức vào ngày 12 tháng 2. Tổng thống đương nhiệm Nicos Anastasiades của Đảng dân chủ, người đã giành chiến thắng hai cuộc bầu cử tổng thống năm 2013 và 2018 không đủ tư cách thành ứng cử viên do giới hạn hai nhiệm kỳ được quy định bởi Hiến pháp Cộng hoà Síp.
Ứng cử viên Nikos Christodoulides (được hỗ trợ bởi Đảng dân chủ, EDEK, DIPA và Đảng đoàn kết) giành nhiều phiếu bầu nhất với 32,04% phiếu bầu.
Ứng cử viên độc lập Andreas Mavroyiannis (được ủng hộ bởi đảng cánh tả AKEL) đã vượt trội hơn tất cả các cuộc thăm dò, giành được 29,59% phiếu bầu, xếp thứ hai. Trong khi Averof Neofytou, chủ tịch của Đảng Tập hợp Dân chủ, đã giành được 26,11% phiếu bầu, xếp thứ ba. 
Sau bầu cử vòng 1 kết thúc, Đảng Tập hợp Dân chủ đã quyết định triệu tập Bộ Chính trị của đảng vào ngày 7 tháng 2 để thảo luận về cuộc bầu cử tổng thống và gửi lời kêu gọi tới cả hai ứng cử viên.
Nikos Christodoulides giành chiến thắng ở vòng 2 với 51,97% phiếu bầu so với 48,03% của Andreas Mavroyiannis. 

## Kết quả

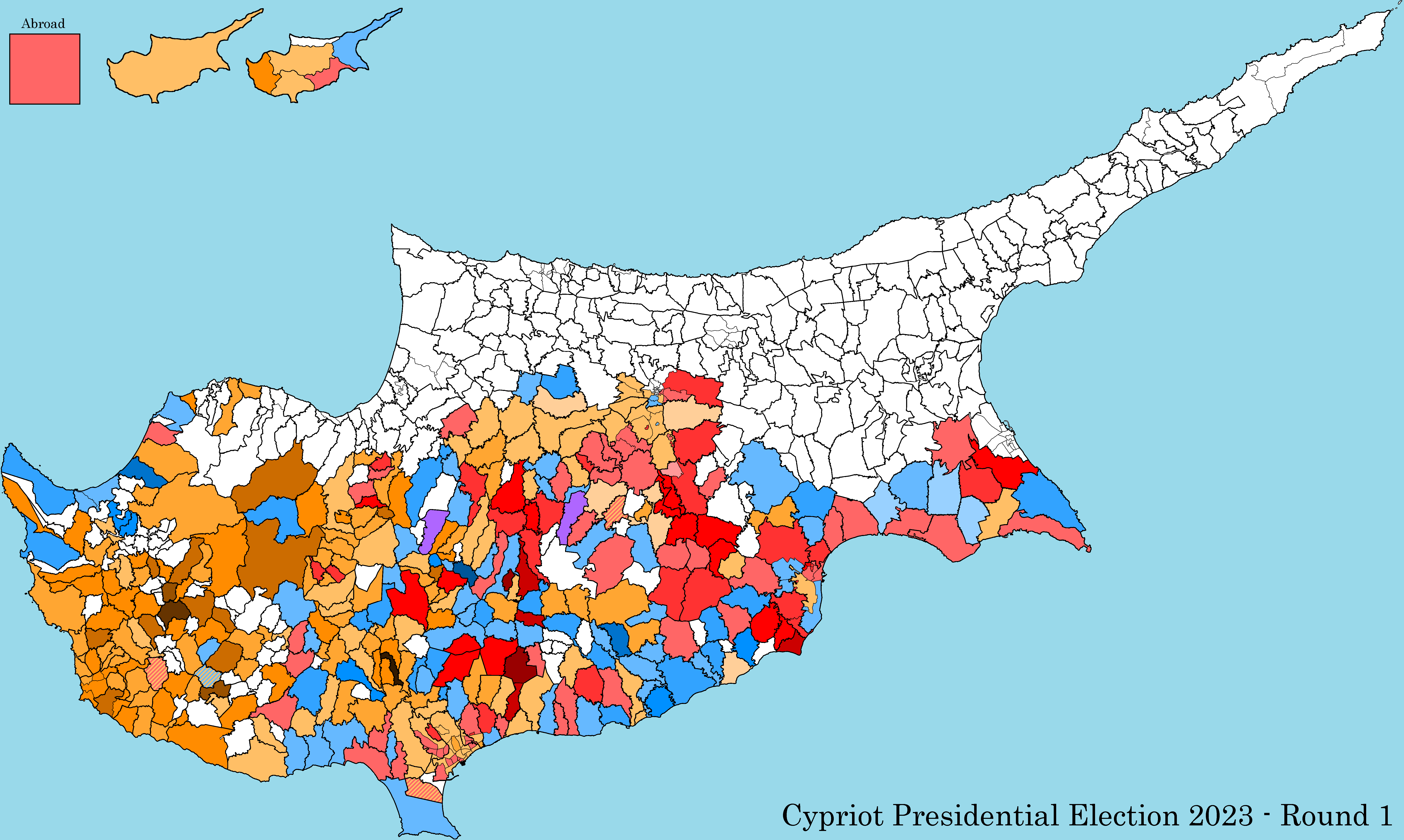
Bản đồ kết quả vòng 1 theo từng khu vực

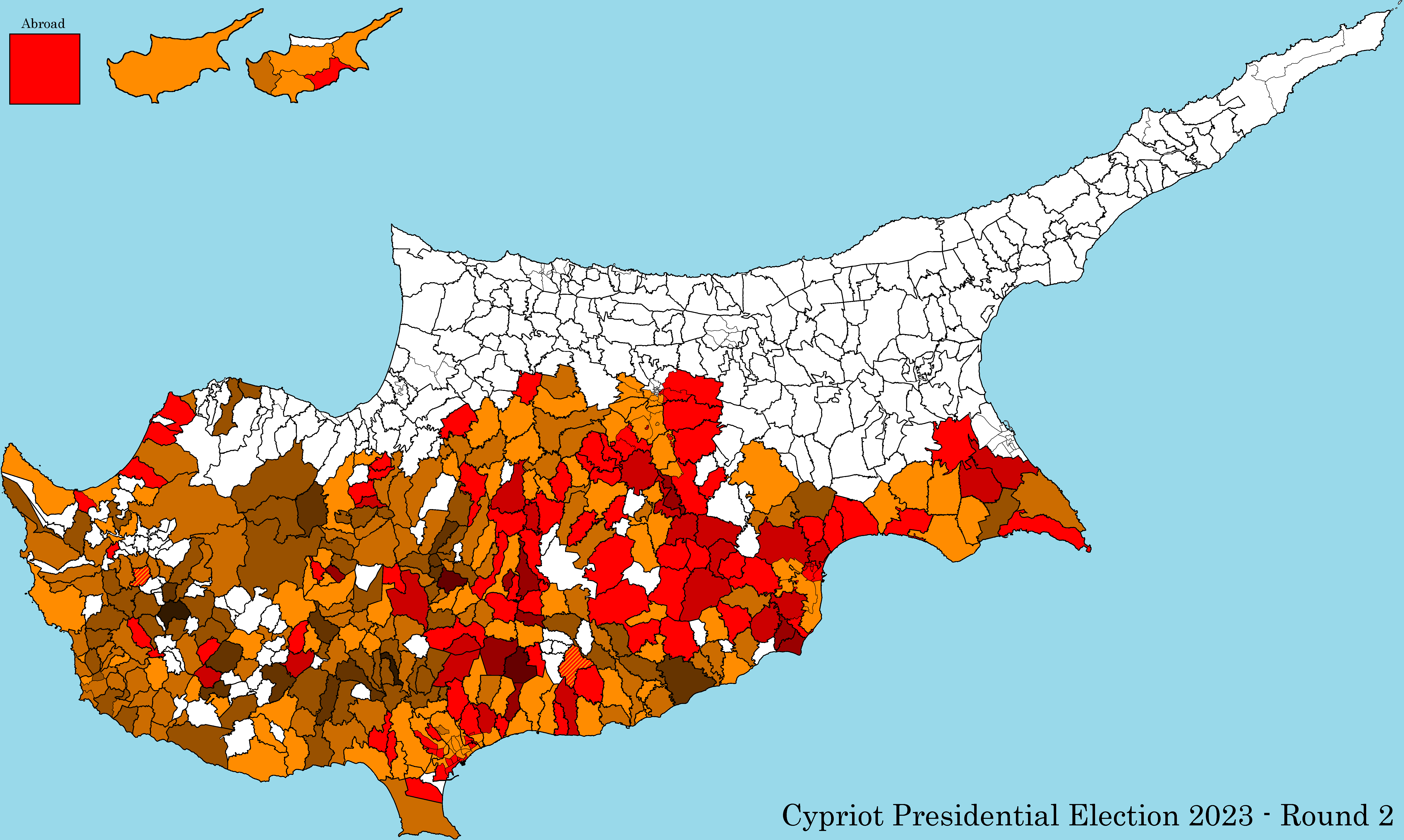
Bản đồ kết quả vòng 2 theo từng khu vực

| Ứng cử viên                      | Ứng cử viên                 | Đảng                                  | Phiếu bầu | %      |
| -------------------------------- | --------------------------- | ------------------------------------- | --------- | ------ |
|                                  | Nikos Christodoulides       | Độc lập                               | 127.309   | 32.04  |
|                                  | Andreas Mavroyiannis        | Độc lập                               | 117.551   | 29.59  |
|                                  | Averof Neofytou             | Đảng Tập hợp Dân chủ                  | 103.748   | 26.11  |
|                                  | Christos Christou           | ELAM                                  | 23.988    | 6.04   |
|                                  | Achilleas Demetriades       | Độc lập                               | 8.137     | 2.05   |
|                                  | Constantinos Christofides   | New Wave – The Other Cyprus           | 6.326     | 1.59   |
|                                  | Georgios Colocassides       | Độc lập                               | 5.287     | 1.33   |
|                                  | Alexios Savvides            | Độc lập                               | 2.395     | 0.60   |
|                                  | Charalampos Aristotelous    | Độc lập                               | 866       | 0.22   |
|                                  | Celestina de Petro          | Độc lập                               | 575       | 0.14   |
|                                  | Andronicos Zervides         | Độc lập                               | 341       | 0.09   |
|                                  | Ioulia Khovrina Komninou    | United Cyprus Republican Party        | 330       | 0.08   |
|                                  | Andreas Efstratiou          | Độc lập                               | 299       | 0.08   |
|                                  | Loukas Stavrou              | National Communitarian Reconstruction | 165       | 0.04   |
| Tổng cộng                        | Tổng cộng                   | Tổng cộng                             | 397.317   | 100.00 |
|                                  |                             |                                       |           |        |
| Phiếu bầu hợp lệ                 | Phiếu bầu hợp lệ            | Phiếu bầu hợp lệ                      | 397.317   | 98.68  |
| Phiếu bầu không hợp lệ           | Phiếu bầu không hợp lệ      | Phiếu bầu không hợp lệ                | 5.333     | 1.32   |
| Tổng cộng phiếu bầu              | Tổng cộng phiếu bầu         | Tổng cộng phiếu bầu                   | 402.650   | 100.00 |
| Cử tri phiếu bầu đã đăng ký      | Cử tri phiếu bầu đã đăng ký | Cử tri phiếu bầu đã đăng ký           | 561.273   | 71.74  |
| Nguồn: Central Electoral Service |                             |                                       |           |        |